# Río Icaño
El río Icaño es un curso fluvial situado en la provincia de Catamarca, en el noroeste de la Argentina. Forma parte de la cuenca endorreica de las Salinas Grandes.
Está ubicado en el extremo sudeste de la provincia de Catamarca. Como todos los pequeños ríos de la región, su curso permaneces seco durante la temporada invernal, ya que el clima monzónico produce lluvias casi exclusivamente en los meses cálidos.
Nace en la sierra de Ancasti con el nombre de arroyo Los Molinos y cambia de denominación después de atravesar el embalse de Ipizca, a partir del cual se llama río Icaño. Atraviesa la localidad de Catamarca y fluye hacia el este hasta las cercanías de San Antonio, donde recibe el aporte de los arroyos Totoral y Baviano, y gira abruptamente hacia el sur. Al atravesar la ciudad de Recreo recibe los aportes de sus dos principales afluentes, los ríos La Quinta y La Dorada. Sobre el primero de estos se encuentra el dique de Motegasta, que provee de agua potable a Recreo. A partir de Recreo, su cauce se hace errático, y se pierde en la llanura ubicada al norte de las Salinas Grandes, a las cuales provee de algún caudal en años excepcionales.
Se trata de un río de régimen estival e intermitente, que en invierno usualmente no lleva caudal alguno, y en verano suele presentar algunas crecidas ocasionales.